# 무령왕릉 청동거울 일괄
무령왕릉 청동거울 일괄 (武寧王陵 銅鏡一括)은 충청남도 공주시 무령왕릉에서 발견된 청동거울로 청동신수경, 손명수대경, 수대경 3점이다. 1974년 7월 9일 대한민국의 국보 제161호로 지정되었다.
무령왕릉의 청동거울은 널방 안에서 발견되었는데 왕쪽에서는 방격규구신수문경과 의자손수대경이, 왕비쪽에서는 수문경이 나왔다. 같은 틀에서 만들어져 똑같은 모양을 하고 있는 거울들이 우리나라와 일본 고분에서 발굴되는 것으로 보아 청동거울이 국가간의 교류를 통해 전파되었음을 알 수 있다.

## 개요

### 신수문경
방격규구신수문경은 뒷면의 거울걸이를 중심으로 4각의 구획이 있고 그 주위에 신수를 표현하였다. 거울에 묘사된 사람은 신선을 표현하듯, 머리에는 상투를 틀고 반나체에 삼각하의만 입은 모습이며 손에는 창을 들고 4마리의 큼직한 짐승들을 사냥하는 모습이다. 손잡이 주위에는 4각형의 윤곽을 만들고 작은 돌기들을 배열한 다음 그 사이에 12간지의 글씨를 새겨 놓았다. 청동신수경은 ‘방격규구문경’이라는 중국 후한의 거울을 모방하여 만든 것이다. 거울 내부에는 반나체 인물상과 글은 한나라의 거울에서 흔히 볼 수 있는 것이다.

### 손수대경
의자손수대경은 가죽끈이 끼워져 있는 거울걸이 아래에 의자손이라는 글씨와 짐승모양이 새겨져 있어 붙은 이름이다.
거울 중앙의 꼭지를 중심으로 9개의 돌기가 있고, 안에는 크고 작은 원과 7개의 돌기가 솟아있다. 내부 주위의 테두리에는 명문이 새겨져 있으나 선명하지 못하여 알아볼 수 없다. 중국 한대의 수대경을 본떠 만든 복제품이다.

### 수대문경
수대문경은 거울 중앙의 꼭지를 중심으로 9개의 작은 돌기가 있다. 안쪽에는 크고 작은 원이 있고 그 사이에 7개의 둥근 돌기와 네 명의 신선, 세 마리의 상서로운 동물무늬가 가는 선으로 새겨져있다. 수대경 역시 한나라 때 동물 문양을 새겨 넣은 수대경을 본받아 만들어진 것이다. 그러나 한나라 거울에 비해 선이 굵고 무늬가 정교하지 못하다.

## 세부 목록
| 번호    | 사진 | 명칭                                                                               | 소재지                                             | 관리자 (단체)  | 지정일              | 참조 |
| 161-1호 |      | 무령왕릉 청동거울 일괄 - 신수문경 (武寧王陵 銅鏡一括 - 神獸文鏡)                   | 충남 공주시 관광단지길 34, 국립공주박물관 (웅진동) | 국립공주박물관 | 1974년 7월 9일 지정 |      |
| 161-2호 |      | 무령왕릉 청동거울 일괄 - 의자손명 수대문경 (武寧王陵 銅鏡一括 - 宜子孫銘 獸帶文鏡) | 충남 공주시 관광단지길 34, 국립공주박물관 (웅진동) | 국립공주박물관 | 1974년 7월 9일 지정 |      |
| 161-3호 |      | 무령왕릉 청동거울 일괄 - 수대문경 (武寧王陵 銅鏡一括 - 獸帶文鏡)                   | 충남 공주시 관광단지길 34, 국립공주박물관 (웅진동) | 국립공주박물관 | 1974년 7월 9일 지정 |      |

## 같이 보기
- 무령왕릉

## 참고 자료
- 무령왕릉 청동거울 일괄 - 국가유산청 국가유산포털